# SNCAC NC.211
Dimensions
Le SNCAC NC.211 Cormoran est un quadrimoteur de transport civil conçu à la fin de la Seconde Guerre mondiale. Deux prototypes volèrent mais le projet fut abandonné faute de débouchés commerciaux.

## Historique
Fin 1945, l'état-major général des armées françaises demanda la fabrication d’un avion de transport de construction française en vue de la création d'une division aéroportée, susceptible de transporter les troupes et le matériel roulant. Par ailleurs l'appareil devait être utilisable pour le transport civil.
L'étude d'un avion de transport civil débuta chez la SNCAC à la fin de la Seconde Guerre mondiale. Le fuselage fut d'ailleurs exposé en 1946 au Salon international de l'aviation au Grand Palais.
Le premier vol eut lieu le 20 juillet 1948 mais eut des conséquences tragiques. Ce jour-là, l'avion décolla de l'aérodrome de Toussus-le-Noble où l'avion avait été assemblé dans les anciens hangars Farman pour rejoindre la base de Villacoublay à 10 km de là, où les essais devaient être menés. L'équipage comprenait Louis Bertrand, pilote d'essais, Abel Nicolle, ingénieur pilote d'essais et trois spécialistes des essais, Robert Facomprez, Maurice  Itasse et Marcel Constum. Le court vol se déroula sans histoire, mais alors que l'équipage entamait l'approche de la base et agissait sur la commande électrique de sortie de volets, ceux-ci se braquèrent à 40°. Le freinage brutal de l'appareil fit alors brutalement piquer l'appareil alors qu'il se trouvait à une altitude de 250 m. L'avion s'écrasa dans les bois de Verrières ne laissant aucun survivant et déclenchant un gigantesque incendie.
Le deuxième prototype effectua son premier vol le 9 avril 1949, avec pour équipage: Claude Dellys, pilote d'essais, Jean Yvetot, ingénieur et deux mécaniciens, André Guignard et André Bouthonet. Ce vol mit en évidence les causes de l'accident du premier prototype. 27 essais en vol furent effectués jusqu'au 27 juin 1949.
Au total 14 appareils devaient être produits mais seuls les deux prototypes furent achevés. Les
approvisionnements et les pièces détachées de dix avions sont déjà fabriquées et en cours de montage a l'abandon du programme en juillet 1949.
L'appareil ne connut pas le succès espéré car ne répondant pas aux besoins de l'époque, il était trop gros pour un appareil de transport court courrier. De plus sa construction ne permettait pas le largage de charges et par conséquent ne convenait pas à un usage militaire. Le projet fut donc abandonné.

## Description
Le NC.211 était un monoplan à ailes hautes cantilever. Celles-ci portaient quatre moteurs en étoile Snecma 14R de 1 200 ch chacun, entraînant une hélice tripale. Le fuselage de l'appareil comportait deux ponts. Le poste de pilotage se situait sur le pont supérieur en avant des ailes et derrière se trouvait une cabine pouvant accueillir 7 passagers.
En configuration transport de passagers, l'appareil pouvait accueillir 131 personnes sur deux niveaux, soit 80 sur le pont inférieur et 51 sur le pont supérieur. Pour le transport de fret, le pont inférieur pouvait recevoir un volume de 150 m3, le chargement pouvait alors s'effectuer via le nez de l'appareil qui pouvait s'ouvrir sur le côté, soit via les portes de chargement situées à l'arrière du fuselage. Pour faciliter le chargement de l'appareil celui-ci était équipé d'un treuil roulant.

### Aéronefs comparables
- Breguet Deux-Ponts
- Breguet 941